# Disterigma ulei
Disterigma ulei là một loài thực vật có hoa trong họ Thạch nam. Loài này được Sleumer mô tả khoa học đầu tiên năm 1941.